# Junior Kelly
Junior Kelly, född Keith Morgan 23 september 1969 i Kingston, Jamaica, är en reggaesångare känd för sitt engagemang i rastafarikulturen. Detta meddelades i låten "Rasta Should Be Deeper", inspelad och mixad hos Soundism i Sverige, samt producerad och utgiven av svenska labeln Hi-Score Music. Junior Kelly är yngre bror till den avlidne DJ Jim Kelly.

## Diskografi
Studioalbum
- 2000 – Rise
- 2001 – Juvenile
- 2001 – Juvenile in Dub
- 2001 – Love So Nice
- 2002 – Conscious Voice
- 2003 – Bless
- 2003 – Smile
- 2004 – Creation
- 2005 – Tough Life
- 2010 – Red Pond
- 2013 – Piece of Pie
- 2015 – Urban Poet

Samarbeten (urval)
- 2001 – The Five Disciples (med Sizzla, Anthony B, Luciano och Capleton)
- 2001 – 3 Wise Men Volume II (med Sizzla, Luciano, och Qshandia)
- 2003 – Five Disciples Part II (med Sizzla, Capleton, Luciano och Anthony B)
- 2003 – Kings Of Zion (med Sizzla, Anthony B och Capleton)
- 2003 – Toe 2 Toe 5 (med Sizzla)